# Sapa Inka

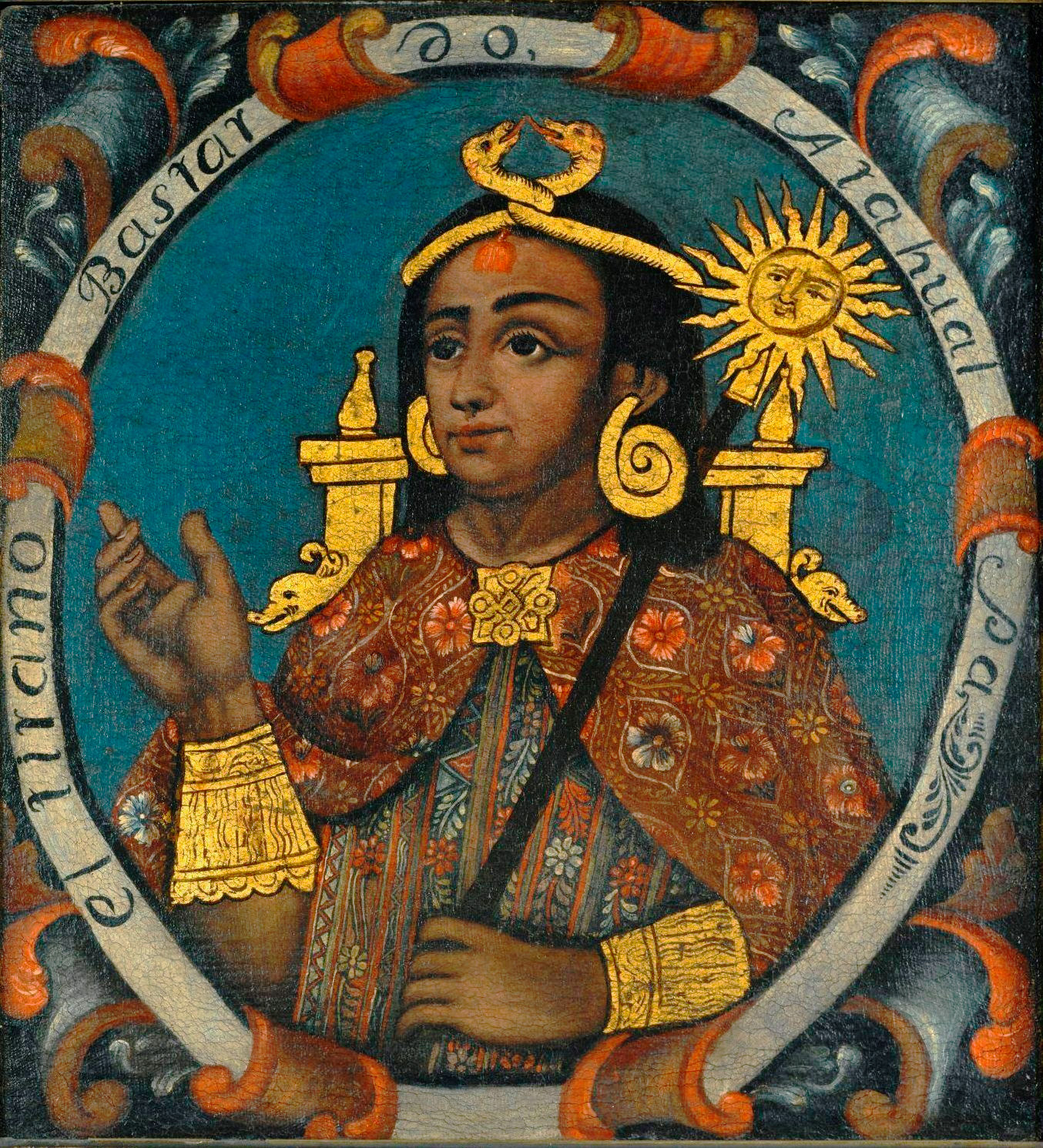
Atahualpa, der letzte Sapa Inka von Tawantinsuyu. Gemälde ca. 1750, Öl auf Leinwand, Brooklyn Museum

Sapa Inka (quechua Sapa Inka = „der einzige Inka“ bzw. Sapay Inka = „ich, der einzige Inka“; hispanisiert Çapa[y] Inca bzw. Sapa[y] Inca) war der Titel des Herrschers des Inkareichs Tawantinsuyu. Der Sapa Inka verstand sich symbolisch als „Inti Churin“ bzw. „Intipchurin“ (quechua = Sohn der Sonne) und ließ sich mit der Sonne identifizieren. Er genoss eine kultische Verehrung als übernatürlicher Gott-Kaiser.

## Doppelherrschaft
Die Inka wandten ein System der dualen Macht an, nachdem jeder Herrschaftsbereich, jedes „señorío“ (spanisch = Herrschaftsgebiete aus präkolumbischer Zeit) meist nach topographischen Gesichtspunkten in zwei Hälften, „Saya“ genannt, in der Literatur auch als „Moietie“ (von französisch moitié = Hälfte) bezeichnet, geteilt wurden.
Auch die Stadt Cuzco war beispielsweise in zwei Stadthälften gegliedert, Ober-Cuzco (Hanan Qusqu bzw. Hunan Qusqu) und Unter-Cuzco (Urin Qusqu bzw. Hurin Qusqu). Die beiden Stadthälften waren ihrerseits jeweils wieder in „Suyuos“, Viertel gegliedert. Die beiden Stadtoberhäupter regierten zusammen und waren zwar im Prinzip gleichberechtigt, aber der Hunan-Regent hatte ein größeres Prestige und dominierte damit den Hurin-Regenten.
Dieses System der Vierteilung fand bei der Einteilung des Inka-Reichs seine Entsprechung. Die Herrscher der vier Reichsteile hatten den Titel „Apucuna“ (quechua = Alte). Auch in einer der Herkunftsmythen der Inka spielt die Zahl vier eine zentrale Rolle. Dieses System wird auch Doppelherrschaft genannt und war bereits in anderen den Inka vorangegangenen Andenkulturen anzutreffen.
Pachacútec (quechua = Reformator der Welt, Veränderer der Welt, Retter der Erde) veränderte Cuzco umfassend: Nicht nur, dass er dem imperialen Cuzco die Form eines Pumas mit der Festung Sacsayhuamán als Kopf des Pumas gab. Die „Panaca“ bzw. „Panaqas“, königliche Ayllus, die in männlicher, wie in weiblicher Blutlinie von Manco Cápac abstammten, wurden als heiliger angesehen als jene, deren Väter zwar Inka waren, aber deren Mütter einer anderen Abstammungslinie angehörten oder gar keine genealogische Verbindung zu Manco Cápac besaßen. Die Stammsitze der Panaca der ersten fünf Inka-Herrscher wurden in Unter-Cuzco angesiedelt, jenem Teil des historischen Cuzcos, in dem die Herrscher bis Inca Roca gelebt hatten, die den Titel „Sinchi“ (quechua = Kriegsherr) oder „Cápac“ (quechua = erblicher Herrscher oder König) trugen, während der Panaca ab dem sechsten Herrscher, Pachacútec, in Ober-Cuzco residierte und die Herrscher den Titel Sapa Inka führten. Diesen Titel behielten die Monarchen der Hanan-Moietie bis zum Zeitpunkt der spanischen Conquista.
Es gibt deshalb begründete Überlegungen, z. B. von Tom Zuidema und Pierre Duviols, dass die Zahl der 13 bzw. 14 überlieferten Inka-Herrscher keine lineare, chronologische Reihenfolge darstellt, sondern auf dem Missverständnis der Konquistadoren beruht, weil sie die ihnen vertrauten europäische Linearitätsvorstellung auf die inkaischen Verhältnisse übertrugen. So gaben sie nur Namen der Sapa Inka, der Herrscher des Hanan-Moities, und der „Coyas“, der Königinnen, wieder. Die meisten Namen der Hurin-Herrscher sind unbekannt. Es kann aber nicht ausgeschlossen werden, dass die Geschichte der Inka-Herrschaft als religiöse Vorstellungen oder symbolische Organisationsprinzipien zu deuten sind. Wenn tatsächlich die beiden Inka-Linien nicht nacheinander, sondern gleichzeitig regiert hätten, würde sich der tatsächlich überschaubare Zeitraum der Inka-Geschichte erstaunlich verkürzen. Das Konzept der Dualität ging während der spanischen Eroberung verloren.

## Hofetikette

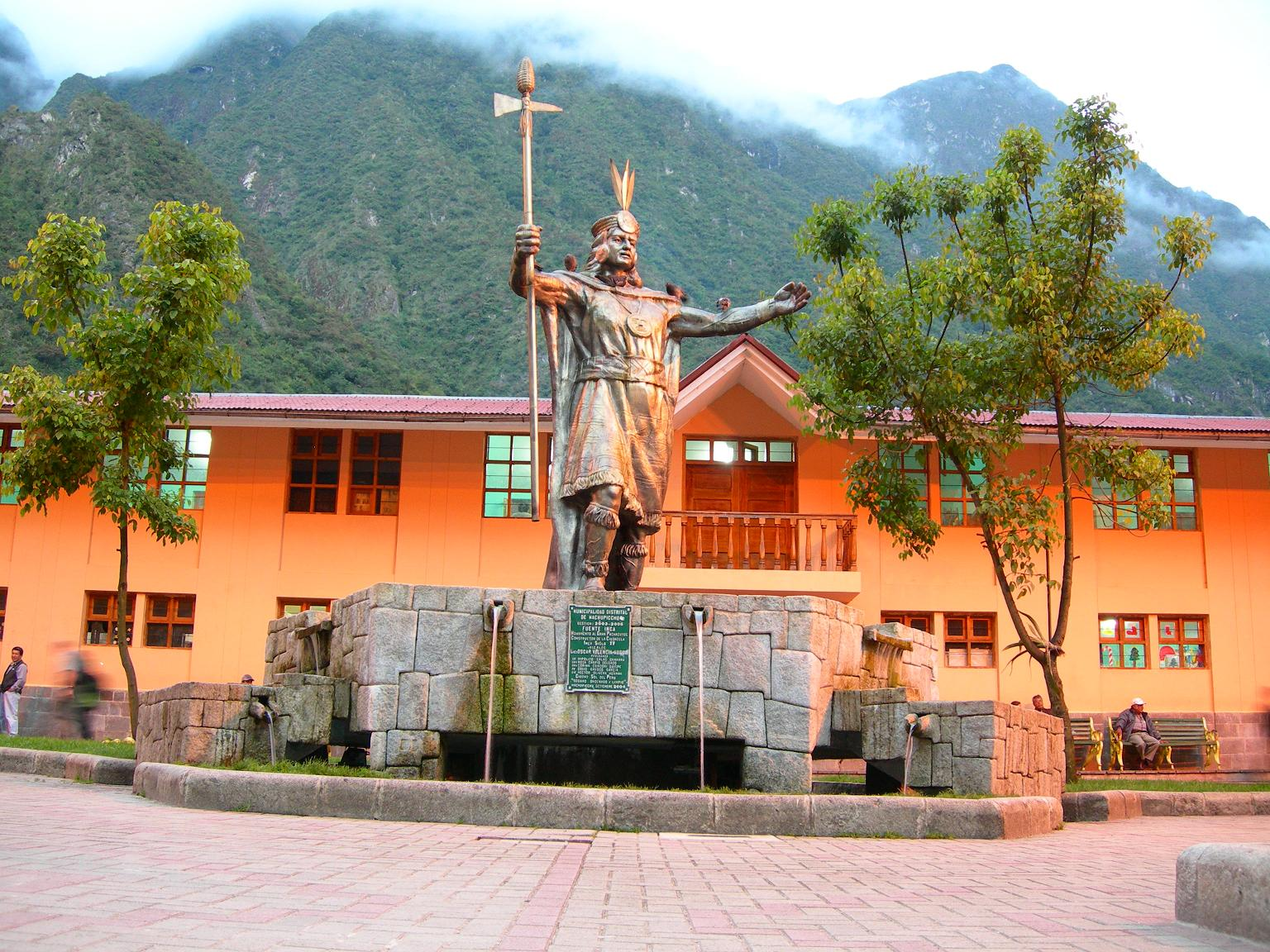
Plastik des Sapa Inka (Pachacútec Yupanqui) mit "Mascapiacha" (Königsstirnband) auf dem Hauptplatz von Aguas Calientes (Peru)

Während europäische Regenten in der Regel per Kutsche reisten (wenn sie nicht gerade per Pferd in den Krieg zogen oder per Schiff Flüsse und Meere bereisten), war den Inka das Rad und Zugtiere unbekannt, so dass der Sapa Inka in einer Sänfte durch sein Land reiste. Tausende Diener fegten vor ihm den Weg. Während vor europäischen Potentaten das gebeugte Niederknien, die Verbeugung („Diener“) bzw. der Hofknicks als Zeichen der Ehrerbietung üblich war, forderte die inkaische Etikette von allen Indígenas, auch den hochgestellten Adeligen und Generälen, sich dem Sapa Inka zum Zeichen ihrer Demut nur barfuß und gebeugt, mindestens mit einer symbolischen Last auf dem Rücken, zu nähern. Bei Audienzen nahm er eine demonstrativ teilnahmslose Haltung ein, in dem er seine Gesprächspartner nicht direkt ansprach. Er verbarg seine Person hinter einer Wand oder sein Gesicht hinter einem kostbaren Stoff. Dies entsprach in Europa der Schaffung von Distanz durch die Anrede (Majestät, Exzellenz, Durchlaucht, Hochwohlgeboren usw.) und die Sprachebene (z. B. Pluralis majestatis). Möglicherweise wurde dies im Fall der Inka durch die Verständigungs- und Übersetzungsprobleme nicht so wahrgenommen. Bei den Vergleichen zwischen europäischer Monarchie und Inka-Herrscher darf jedoch nicht vergessen werden, dass die Europäer, die uns diese Details schilderten, nur das wahrnahmen und wiedergaben, was sie aus ihrer eigenen Kultur bereits kannten. Allein deshalb können viele scheinbare oder tatsächliche Parallelen überliefert worden sein, während solche Verhaltensweisen und Eigenschaften, die von europäischen Königshäusern unbekannt, ja unverständlich waren, sofern sie nicht auf Ablehnung stießen (z. B. Menschenopfer) oder Illoyalität gegenüber der Besatzungsmacht schließen ließen, möglicherweise gar nicht kolportiert wurden.
Auf dem Kopf trug der Sapa Inka als Zeichen seiner königlichen Würde die „Mascapaicha“ bzw. „Maskapaycha“, ein Band, das mit dem purpurroten „Llauto“, einer langen Stirnquaste versehen war. Seine kunstvoll gefertigten Gewänder trug er jeweils nur einmal. Die getragene Kleidung wurde ebenso wie seine Speisereste sorgfältig gesammelt und jährlich anlässlich einer großen Feier verbrannt.

## Genealogie
Der Sapa Inka entstammte, einem europäischen Monarchen vergleichbar, einer Dynastie. Doch während die europäischen Monarchen ihre Herrschaft mit dem Gottesgnadentum legitimierten, beriefen sich die Inka-Herrscher auf ihre direkte Abstammung von ihrem Gott Inti, der Sonne. Heirateten europäische Adelige nur Angehörige vergleichbarer Geschlechter (Geblüt), so heirateten die Sapa Inka seit Pachacútec bei ihrer „Thronbesteigung“ ihre Schwester aus gleicher Genealogie, um ihre göttliche Herkunft zu betonen, die Reinheit ihres Blutes sicherzustellen und in Nachahmung des inkaischen Schöpfungsmythos. Jeder Herrscher begründete mit allen seinen Nachkommen mit Ausnahme des Sohnes, der die Herrschaft übernahm, eine „Panaca“, einen dynastischen Clanverband. Es gibt Gründe zu der Annahme, dass die genealogische Stellung eines Clans sich nach dem Status der Frau richtete. Solange die Inka durch Heiratsbündnisse ihren Status gegenüber den benachbarten Ethnien heben konnten, heirateten sie die Töchter der benachbarten Könige. Pachacútec brach radikal mit dieser Tradition: Er führte die Schwesternehe ein, wahrscheinlich um sicherzustellen, dass die Inka nicht „ihre Kaste verloren“. Töchter der Panaca wurden weiterhin an Inkas und Herrscher weiter entfernter Territorien verheiratet. Neben der „blutschänderischen“ Heirat lebte der Sapa Inka, wie der übrige inkaische Adel, in Vielehe. Beim Tod des Sapa Inka mussten sich auch seine Frauen töten.
Welche zentrale Rolle die Genealogie in den inkaischen Vorstellungen spielte, erkennt man auch am Mumienkult. Der Kult der Königsmumien war mehr als eine bloße Ahnenverehrung. Er war zuvorderst eine Fruchtbarkeitszeremonie, denn mit Prozessionen und Trinksprüchen wurden die toten Könige als „Illapa“ (quechua = Gott des Blitzes und Donners) um Regen ohne verwüstende Unwetter gebeten. Daneben waren sie die materialisierte Legitimation eines dynastisch-theokratischen Herrschaftsanspruchs der inkaischen Elite. Gleichzeitig stärkte der Kult auch die rituelle und soziale Solidarität innerhalb der zehn „Panacas“, der königlichen „Ayllus“.

## Grundbesitz und Privilegien
Im Tahuantinsuyu war der Produktionsfaktor Boden „Gottesland“, also Staatseigentum. Privatbesitz am Boden war unbekannt. Die Anbaufläche wurde gedrittelt: Ein Drittel stand als Staatsdomäne dem Sapa Inka und dem Adel zu, ein Drittel wurde für den Kult bewirtschaftet, während das letzte Drittel der Anbauflächen als Gemeindeland zur Verfügung stand. Wenn Cuzco religiöses und politisches Zentrum des Reiches war, dann war Hurin Qusqu zeremonielles und politisches Zentrum der Inka-Metropole. Neben der „Coricancha“ und dem weiter unten erläuterten „Yachgayhuasi“ befanden sich in Untercuzco auch die Paläste der Sapa Inka. Jeder Inka ließ sich einen eigenen neuen Palast errichten und die Residenzen seiner verstorbenen Vorgänger in „Gedenkstätten“ verwandeln.
Zu den Privilegien des Adels zählte, dass sie wichtige Positionen in der Militärhierarchie und des Klerus stellten. In der Regel war der „Villac Umu“, der Hohepriester des Sonnenkultes, ein Bruder oder Halbbruder des Sapa Inka. Darüber hinaus gehörte es zu den Vorrechten des Adels, polygam zu leben, prunkvolle Kleidung aus Vicuñawolle und goldene Ohrpflöcke zu tragen (was ihnen den Spottnamen „Orejones“ = spanisch Langohren bei den Spaniern eintrug), sich als „Inka“ bezeichnen zu lassen und Cocablätter zu genießen. Nur die Söhne des königlichen Ayllus, des Inka-Adels und der unterworfenen Fürsten erhielten das Privileg einer vierjährigen Bildung im „Yachgayhuasi“ bzw. „Yacha huaci“ (quechua = Haus des Wissens, Haus des Lernens), einem speziellen Quartier in Cuzco, in dem sich die Schulen und die „Amautu“, die Gelehrten sowie die „Haravec“, die Dichter konzentrierten. Da die Inkas sich selbst als gebildetes Volk unter Barbaren verstand, ist die Bedeutung des Yachgayhuasi mit einer Universität verglichen worden.

## Königliche Garde
Obwohl der Inkastaat – auch für europäische Verhältnisse – in erstaunlich kurzer Zeit sein Territorium ausdehnen konnte, verfügte er über kein stehendes Heer. Der Sapa Inka verfügte jedoch über eine Leibgarde aus Cañari-Kriegern aus der nördlichen Region Azuay, nach anderen Quellen aus Chachapoya. Die Existenz einer Königsgarde aus Nichtangehörigen des Inka-Stammes lässt den Schluss zu, dass Spannungen innerhalb des Inkavolkes vorgelegen haben müssen und der Sapa Inka sich von seinem Volk bereits soweit entfernt hatte, dass er zu diesem Mittel griff, das alle Traditionsformen sprengte.
Da die Inkagesellschaft in „Ayllus“, Clans, organisiert war und die zahlreichen Nachkommen jedes Sapa Inka ein eigenes königliches Ayllu bildeten, entstanden starke Sippenverbände, zwischen denen und innerhalb derer ausgeprägte Rivalität, beizeiten offene Feindschaft herrschte. Diese könnten Ursache für Aufstellung der Leibgarde des Sapa Inka gewesen sein. Der Bürgerkrieg zwischen den beiden Halbbrüdern Atahualpa und Huáscar beweist, wie real die Annahme von Spannungen innerhalb der Inkadynastie ist.